# معاهدات السلامة البحرية
أينما تواجدت الرحلة البحرية تواجدت الأخطار المصاحبة لهذه الرحلة ولهذا سارعت المنظمات الدولية بسن القوانين والإتفاقيات، وتكمن أهمية هذه القوانين والإتفاقيات في أنها تحدد المعايير والأساليب الموحدة في مجال البحث والإنقاذ البحري التي تتماشى مع تعدد جنسيات العاملين في البحر، بالإضافة إلى تقديم المساعدة الفنية لتلك الدول الساعية لإنشاء منظومات بحث وإنقاذ بحري.

## اتفاقيات المنظمة البحرية الدولية
الاتفاقية الدولية لسلامة الحياة في البحر (بالإنجليزية: Safety of Life at Sea SOLAS)‏
IMO) Conventions) International Maritime Organization

## الاتفاقية الدولية لسلامة الأرواح في البحار لعام 1974 وتعديلاتها (الفصل الخامس)
International Convention for Safety of Life at Sea, 1974 and Amendments
القاعدة رقم (5): خدمات الأرصاد والتحذيرات
•	على الدول الأطراف بالاتفاقية تشجيع سفنها على جمع بيانات الأرصاد الجوية بالبحار والتأكد من صحة هذه البيانات وتبادلها بالوسيلة الأنسب لغرض المساهمة في سلامة الملاحة.
•	تتعهد الدول الأطراف بالاتفاقية على القيام بالتعاون فيما بينها بعدد من خدمات الأرصاد مثل ( تحذير السفن من العواصف وإصدار نشرات الطقس للسفن مرتين يوميا على الأقل ).
القاعدة رقم (7) بحث وإنقاذ الأرواح
•	تتعهد كل حكومة متعاقدة أن تتأكد من اتخاذ كافة الترتيبات اللازمة لأعمال المراقبة الساحلية وإنقاذ الأشخاص المنكوبين في البحر بالقرب من سواحلها، ويجب أن تتضمن هذه الترتيبات توفير وتشغيل وصيانة تجهيزات السلامة البحرية التي تعتبر عملية وضرورية مع مراعاة كثافة الحركة الملاحية والأخطار الملاحية، ويجب توفر السبل المناسبة لتحديد مكان وإنقاذ مثل هؤلاء الأشخاص بقدر الإمكان.
•	تتعهد كل حكومة متعاقدة بتوفير المعلومات المتعلقة بتجهيزات الإنقاذ الموجودة حاليا، والخطط المتعلقة بالتغييرات التي تنوي تنفيذها إن وجدت.
•	يتعين على سفن الركاب التي تخضع لأحكام الفصل الأول والتي تقوم برحلات تجارة في طرقات ملاحية ثابتة أن تتزود بخطط للتعاون مع خدمات بحث وإنقاذ الأرواح المناسبة وأن تعتمد هذه الخطط من قبل الإدارة المعنية، كما يجب أن تتضمن مثل تلك الخطط أحكاما تتعلق بإجراء تدريبات دورية وفق ما يتم الاتفاق عليه بين سفن الركاب وخدمات بحث وإنقاذ الأرواح المعنية، وذلك بهدف التأكد من فعالية تلك التدريبات.
القاعدة رقم (31) رسائل الخطر
على جميع ربابنة السفن الذين يواجهون خطر الجليد، الأعاصير الاستوائية أو أي خطر مباشر على سلامة الملاحة أن يرسلوا بيانات هذا الخطر بجميع الوسائل المتاحة لهم لجميع السفن المتواجدة بالمنطقة وكذلك للسلطات المختصة.
القاعدة رقم (33) رسائل الاستغاثة والالتزامات والإجراءات
•	على ربان كل سفينة في البحر - في وضع يمكنه من تقديم المساعدة - فور تلقيه إشارة من أي مصدر تفيد بأن هناك أشخاصا منكوبين في البحر أن يتوجه بأقصى سرعة ممكنة لمساعدتهم، مع إخطارهم أو إخطار خدمة بحث وإنقاذ الأرواح- إن أمكن - بأنه في طريق المساعدة، أما في حالة عدم قدرة ربان السفينة المستقبلة لإشارة الاستغاثة على تقديم المساعدة، أو إذ رأى الربان أنه من غير المعقول أو الضروري أن يتوجه لمساعدتهم في الظروف الخاصة بتلك الحالة المعينة، فعليه أن يسجل في دفتر أحوال السفينة سبب عدم مقدرته على التوجه لمساعدة الأشخاص المنكوبين في البحر، مع مراعاة مقدرته على التوجه لمساعدة الأشخاص المنكوبين في البحر، مع مراعاة توصيات المنظمة البحرية الدولية التي تنص على وجوب إخطار خدمة بحث وإنقاذ الأرواح المعنية بذلك.
•	لربان السفينة المنكوبة في البحر، أو خدمة بحث وإنقاذ الأرواح المعنية، وذلك بعد إجراء الاستشارات الممكنة مع ربابنة السفن المستجيبة لنداء الاستغاثة، الحق في أن يطلب المساعدة من سفينة أو أكثر من تلك السفن، والتي يعتبرها / يعتبرهم ربان السفينة المنكوبة أو التي تعتبرها / تعتبرهم خدمة بحث وإنقاذ الأرواح أفضل سفينة / سفن لتقديم المساعدة، وفي هذه الحالة يستوجب على ربان السفينة التي طلب منها أن تقدم، أو ربابنة السفن التي طلب منها أن تقدم المساعدة أن يستجيب/ يستجيبوا لطلب المساعدة، وأن يتوجه / يتوجهوا بأقصى سرعة ممكنة لمساعدة الأشخاص.
•	يعفى ربابنة السفن من الوفاء بالالتزام الذي تفرضه الفقرة الأولى من هذه القاعدة عند معرفتهم أنه لم يطلب من سفنهم تقديم المساعدة وأن سفينة أخرى أو سفن أخرى طلب منها تقديم المساعدة وأنها استجابت، وأنهم استجابوا لطلب المساعدة، ويتعين إن أمكن إبلاغ هذا القرار للسفن الأخرى التي طلب منها تقديم المساعدة ولخدمة بحث وإنقاذ الأرواح أيضا.
•	يعفى ربان السفينة من الوفاء بالالتزام الذي تفرضه الفقرة الأولى من هذه القاعدة، وإذا كانت المساعدة قد طلبت من هذه السفينة، يعفي ربانها من الوفاء بالالتزام الذي تفرضه الفقرة الثانية من هذه القاعدة عند إبلاغه من قبل ربان سفينة أخرى وصلت إلي هؤلاء الأشخاص المنكوبين، أن المساعدة لم تعد ضرورية.
•	لا تلغي أحكام هذه القاعدة اتفاقية توحيد قواعد قانونية معينة مرتبطة بالمساعدة وإنقاذ الأرواح في البحار التي وقعت في بروكسيل في 23 سبتمبر 1910م، وخاصة الالتزام بتقديم المساعدة الذي تفرضها المادة 11 من تلك الاتفاقية.
كما نصت الفقرة رقم (6) من نفس القاعدة بأن على جميع الربانية الذين تكون سفنهم بالبحار في وضع يمكنهم من تقديم المساعدة عند استلام إشارة استغاثة من أي مصدر يشير إلي وجود أشخاص مستغيثون بالبحار أن يقدموا لهم المساعدة بأسرع ما يمكن، وإن أمكن إبلاغ هؤلاء الأشخاص أو خدمة بحث وإنقاذ الأرواح بأن سفنهم تقدم المساعدة.

## الاتفاقية الدولية للبحث وإنقاذ الأرواح لعام 1979
The International Convention on Maritime Search and Rescue (SAR)1979
أقرت هذه الاتفاقية في 27 إبريل من عام 1979 ودخلت حيز التنفيذ في 22 يونيو من عام 1985، والغرض الأساسي من الاتفاقية:
•	تسهيل التعاون بين الحكومات وبين المشتركين في عمليات بحث وإنقاذ الأرواح في البحار بتأسيس خطة بحث وإنقاذ دولية.
•	التعاون بين الأطراف المباشرة للتحقق من أن ترتيبات مراقبة الساحل قد تمت وذلك لإنقاذ الأفراد الذين في خطر حول سواحلها، ولابد أن تشمل هذه الترتيبات إقامة وتشغل وصيانة وسائل البحث والإنقاذ البحري.
•	أطراف الاتفاقية مطالبون بالتأكد من أن جميع الترتيبات قد تمت وذلك بتأسيس خدمات مناسبة في مياه سواحلها.
•	التنسيق والتعاون بين منظومات البحث والإنقاذ البحري، وتنسيق عمليات البحث والإنقاذ البحري للدول المتجاورة إذا تطلبت الضرورة ذلك.
•	على الإطراف اتخاذ الإجراءات التي تعجل تنفيذ دخول وحدات للإنقاذ من الأطراف الأخرى إلي مياهها الإقليمية.
•	تحث الاتفاقية على ضرورة إتخاذ خطة عمل مسبقة تتضمن إقامة تنسيق بين مراكز الإنقاذ البحري والمراكز الفرعية، وكيفية إجراءات العمليات التي تتبع في حالات الطوارئ أو الإنذارات وخلال عمليات البحث والإنقاذ البحري.

## الاتفاقية الدولية للإنقاذ لعام 1989
International Convention on Salvage, 1989
المادة (10) واجب تقديم المساعدة
•	كل ربان سفينة ملزم بتقديم المساعدة لأي شخص معرض لأن يفقد في البحر، وذلك بقدر استطاعته دون أن يعرض سفينته ومن عليها من أفراد لخطر كبير.
•	على الدور الأطراف في الاتفاقية أن تتخذ الإجراءات الضرورية لتطبيق الواجب المبين في الفقرة الأولى.
•	لا يتحمل مالك السفينة أي مسئولية نتيجة خرق ربان السفينة للواجب المنصوص عليه في الفقرة الأولى.
المادة رقم (11) التعاون
على كل دول طرف في الاتفاقية عندما تضع القواعد الخاصة بها أو تتخذ قرارات بشأن الأمور المتعلقة بعمليات الإنقاذ البحري مثل السماح للسفن المنكوبة بالدخول إلي موانيها، أو توفير التسهيلات للمنقذين، أن تدخل في الاعتبار الحاجة إلي التعاون بين المنقذين والأطراف المعنية الأخرى والسلطات الحكومية لكي تتأكد من أداء عمليات الإنقاذ بنجاح وكفاءة بهدف إنقاذ الأرواح أو الممتلكات المعرضة للخطر، ومنح حدوث ضرر للبيئة بصفة عامة.

## الاتفاقية الدولية لأعالي البحار لعام 1958
International convention of High Seas, 1958
المادة 2/12 من الاتفاقية على الآتي:
كل دولة ساحلية ملتزمة بتأسيس وتنمية وصيانة محطة خدمة لبحث وإنقاذ الأرواح ذات خدمات كافية ومجدية في المنطقة البحرية التابعة لها ووضع ترتيبات إقليمية مشتركة مع الدول المجاورة بهدف التعاون معها في عمليات بحث وإنقاذ الأرواح.

## اتفاقية الأمم المتحدة لقانون البحارلعام 1982 ( UNCLOS )
United Nations Convention on the Law of the Sea 1982
المادة 98 من الجزء السابع لهيئة الأمم المتحدة حول قانون البحار
تعزز كل دولة من الدول الساحلية عملية إنشاء وتشغيل وصيانة وسائل خدمة ملائمة وذات فعالية للبحث وإنقاذ الأرواح تتعلق بالسلامة في عبور البحر كما تتعاون عن طريق ترتيبات إقليمية مشتركة مع الدول المجاورة لها لذلك الغرض وعندما تتطلب الظروف هذا التعاون.
كما تطلبت المادة 98/1 من اتفاقية الأمم المتحدة لقانون البحار 1982 من جميع الدول أن توجب على ربابنة السفن التي ترفع علمها بقدر ما يكون ذلك في استطاعة الربان دون أن يعرض سفينته وطاقمها وركابها للخطر أن يقدم مساعدته لأي شخص يوجد في البحر معرضا لخطر الهلاك.

## قواعد بحث وإنقاذ الأرواح بمنظمة الطيران المدني الدولي
International Civil Aviation Organization (ICAO) Regulations
متطلبات منظمة الطيران المدني الدولي المتعلقة بمستويات بحث وإنقاذ الأرواح الدولية:
- كتيب بحث وإنقاذ الأرواح الصادر من منظمة الطيران المدني الدولي لمنظمات بحث وإنقاذ الأرواح.
- كتيب بحث وإنقاذ الأرواح الصادر من منظمة الطيران المدني الدولي الخاص بإجراءات بحث وإنقاذ الأرواح.

اتصالات بحث وإنقاذ الأرواح الخدمة الجوية المتنقلة:
- تتم الاتصالات بين الطائرات العاملة في مجال الرحلات الجوية الدولية والمحطات الجوية الأرضية على قنوات تعمل في نطاق الترددات التي تحددها الخدمة الجوية المتنقلة للمنظمة الدولية للطيران المدني ( التردد العالي HF/التردد العالي جدا VHF).
- وفرت منظمة الطيران المدني الدولي قنوات محددة لمختلفة الخدمات الجوية على أساس نطاقات التردد العالي جدا المخصصة في قواعد الاتصالات اللاسلكية للخدمات الجوية الجارية.

## كتيب بحث وإنقاذ الأرواح الصادر من منظمة الطيران المدني الدولي والمنظمة البحرية والدولية لعام 1998
ICAO/IMO Search and Rescue (IAMSAR) Manual 1998
اعتمدت اللجنة الفرعية للاتصالات السلكية واللاسلكية وبحث وإنقاذ الأرواح بالمنظمة البحرية الدولية تعديلات طفيفة في مسودة كتيب بحث وإنقاذ الأرواح الصادر من منظمة الطيران المدني الدولي International Civil Aviation Organization ICAO والمنظمة البحرية الدولية (IMO) والذي يغطي كل عناصر تنظيم وأداء عمليات البحث عن وإنقاذ الأفراد في البحر على أثر وقوع حادثة، والهدف الرئيسي للكتيب هو مساعدة الدول على الوفاء بالتزاماتها بموجب الاتفاقية الدولية لسلامة الأرواح في البحار (SOLAS 1974) والاتفاقية الدولية لبحث وإنقاذ الأرواح البحري ( SAR 1979) واتفاقية الطيران المدني، وبالنسبة للقطاع البحري فقد حل كتيب بحث وإنقاذ الأرواح الصادر من منظمة الطيران المدني الدولي والمنظمة البحرية الدولية محل كتيب بحث وإنقاذ الأرواح للسفن التجارية (MERSAR) الذي أجيز لأول مرة في عام 1971 وكتيب بحث وإنقاذ الأرواح للمنظمة البحرية الدولية (IMOSAR) الذي أجيز لأول مرة في 1978 ،وقد وافقت اللجنة الفرعية على الحاجة إلي وضع برامج تدريبية نموذجية لأفراد بحث وإنقاذ الأرواح وفق أحكام الكتيب الجديد، وهناك حاجة لوضع برامج نموذجية على وجه التخصيص ( أو تطوير البرامج الحالية ) لمديري بحث وإنقاذ الأرواح، وضباط البحث وإنقاذ الأرواح المناوبين، ومنسقي مهمات بحث وإنقاذ الأرواح، ومنسقي عمليات بحث وإنقاذ الأرواح في مسرح العمليات، ومنسقي عمليات بحث وإنقاذ الأرواح الجوي، وأطقم وحدات بحث وإنقاذ الأرواح المتنقلة من المحترفين، وأطقم وحدات بحث وإنقاذ الأرواح المتنقلة من العاملين بنظام بعض الوقت / المتطوعين، وأفراد طاقم السفن، وأفراد طاقم الطائرات، بالإضافة إلي مقدمة عن بحث وإنقاذ الأرواح للوكالات والشركات والمنظمات المتعاونة.